# Daniel Berntsen
Daniel Mikal Aas Berntsen, född 4 april 1993 i Bodø, är en norsk fotbollsspelare som spelar för IK Junkeren.

## Karriär
I november 2014 skrev Berntsen på ett treårskontrakt för Djurgårdens IF. Han gick till Vålerenga från Djurgården som Bosman, för att kort tid efter signera kontrakt med Tromsø Idrettslag till och med 2020-säsongen och har senare förlängt till årsskiftet 2021/2022.
I mars 2022 gick Berntsen till 3. divisjon-klubben IK Junkeren. I maj samma år blev han anställd som spelarutvecklare i Bodø/Glimts akademi.